# Melanepalpus fulvus
Melanepalpus fulvus là một loài ruồi trong họ Tachinidae.